# Bộ quy tắc ứng xử
Bộ quy tắc ứng xử là một tập hợp các điều luật điều chỉnh tố tụng trọng tài nêu rõ các trách nhiệm hoặc cách hành xử thích hợp của một cá nhân, một bên hoặc một tổ chức. Các khái niệm liên quan bao gồm quy tắc đạo đức (tiêu chuẩn đạo đức) và quy tắc danh dự.
Năm 2007, Hiệp hội Kế toán Quốc tế đã đưa ra định nghĩa như sau trong bộ tài liệu Hướng dẫn Hành nghề Đúng Quốc tế (phần "Xác định và Phát triển một Bộ quy tắc Ứng xử Hiệu quả dành cho Các tổ chức"):
...là "những nguyên tắc, giá trị, tiêu chuẩn hay các quy tắc hành vi có tác dụng hướng dẫn cho các quyết định, các quy trình và các hệ thống của một tổ chức theo cách (a) đóng góp cho phúc lợi của những cổ đông/người liên quan chủ chốt, và (b) tôn trọng quyền của tất cả những người uỷ thác quyền lợi bị ảnh hưởng bởi các hoạt động của tổ chức đó.— Hiệp hội Kế toán Quốc tế

## Một số ví dụ
- Bộ quy tắc ứng xử của Các lực lượng Phòng vệ Israel
- Lời thề Hippocrates
- Ngũ giới
- Mười điều răn